# Rivière de la Corneille (vattendrag i Kanada, lat 46,52, long -77,03)
Rivière de la Corneille är ett vattendrag i Kanada.   Det ligger i provinsen Québec, i den sydöstra delen av landet, 160 km nordväst om huvudstaden Ottawa. Rivière de la Corneille ligger vid sjön Lac en Tache.
I omgivningarna runt Rivière de la Corneille växer i huvudsak blandskog. Trakten runt Rivière de la Corneille är nära nog obefolkad, med mindre än två invånare per kvadratkilometer.